# 索哥羅鳩
索哥羅鳩（學名：Zenaida graysoni），又名索岛哀鸽，鳩鴿科动物的一種，是其位于太平洋的原產地雷维利亚希赫多群岛中索哥罗岛（Socorro Island）上的特有種，在海拔500米以上的森林地區最為普遍，但已經於1972年在岛上滅絕。目前全世界現存的個體不超过200只，而人工馴養的纯种個體据估計少於100隻。當地正設計再引回計畫，以使索哥羅鳩重现岛上。
索哥羅鳩的近缘种是哀鸽（Zenaida macroura）和斑颊哀鸽（Zenaida auriculata），因此索哥羅鳩曾被认为是哀鸽的一个亚种。索哥羅鳩的种加词graysoni是为了纪念塞奈达·莱提西娅·朱莉·波拿巴和美国鸟类学家、艺术家安德鲁·杰克逊·格雷森。

## 体态
索哥羅鳩体型中等，腿较长，大部分是陆鸟，身长26.5－34厘米，平均重量为190克，体色与其近缘种一致。其头部和腹部为深黄棕色，上身为红褐色，头部的耳线与其两个近缘种类似，颈后为蓝灰色，颈部有亮粉色羽毛斑块，而颈部特征在换羽後更加显著；雌鸟和幼鸟的体色要更暗淡。
索哥羅鳩与哀鸽最显著的区别是其暗淡的体色和发达的双足，其双足在索哥罗岛上黑色的熔岩石和浓密的森林中大有用途。

## 演化
在索哥罗岛西向约400千米外坐落着克拉里昂岛（Clarion Island），其上生活着特有的哀鸽亚种——克岛哀鸽（Zenaida macroura clarionensis）。这种哀鸽的外观介于索哥羅鳩和大陆哀鸽之间，很有可能是大陆哀鸽迁移来形成的种群，其性状是独立演化的，而不是与其他索哥罗鸟类平行演化。这意味着小军舰鸟的捕食对选择具有保护性深色羽衣的个体意义重大，因为小军舰鸟是克岛哀鸽的唯一天敌。在这样的半沙漠岛屿上，鸟类的羽衣会变得更轻薄，因为这样可以更好的应付炎热和可靠淡水来源的缺乏，这与格洛格尔律（Gloger's rule）是相一致的。

## 習性

### 栖息地
索哥羅鳩栖息在海拔500米以上的季节性矮潮湿林区，在家猫被引入岛上之前，它们也会季节性的迁移到低地，这种情况在1953年3月还很常见。这种迁移的时间与繁殖季节高峰期相吻合，在这期间，许多鸟类都有需要哺育的幼仔，并且广泛分散在栖息地以收集更多不同种类的食物。索哥羅鳩对这类栖息地的偏好，与另外一种原产於索哥罗岛的中等体型鸟类索哥罗模仿鸟（Mimus graysoni）类似。

### 繁殖
人们对索哥羅鳩的野外繁殖情况了解甚少，根据其与索哥罗模仿鸟的平行演化，只能推测出其垂直迁徙的时间来判断其繁殖活动最频繁的时间是在每年3月-4月。在人工封闭环境内，雌鸟通常在离地面1－2.5米的巢箱内产卵，一窝产2枚白色蛋。孵化持续14－17日，雏鸟在孵化14－20日後长出羽毛

### 御敌
索哥羅鳩伴侣的生活方式与哀鸽是大有不同的。安德鲁·杰克逊·格雷森最初讨论本物种时，是以“孤鸽”一名称呼索哥羅鳩，因为他几乎从未看到一对索哥羅鳩伴侣，这是因为在索哥羅鳩的子女刚刚能供养自己时，父母就会将它们驱逐出巢，然后伴侣会暂时分开一段时间。这样的习性是为了应付空中的天敌，因为刚成年的小索哥羅鳩没有经验，就会成为隼鹰类容易捕获的目标，这样成年索哥羅鳩就不容易成为猎物了。在哺乳动物较少的岛屿上，很多鸟类，尤其是索哥羅鳩并不害怕人类，甚至也不怕对其极具危险性的家猫。在外来物种入侵索哥罗岛之前，索哥羅鳩在岛上的天敌中并没有哺乳动物，主要天敌是红尾鵟（Buteo jamaicensis），也可能有小军舰鸟（Fregata minor）。

### 鸣叫
其招牌式的鸣叫以双音节的“咕”声起始，之后是三次单音节的“咕”声，然后再次以“咕”声结束，连起来就是“咕－呜呜呜咕－”，其中每个音素只需花费不到一秒的时间。

### 与植物的关系
索哥羅鳩的栖息地生长有特有种岛海岸桐（Guettarda insularis）、索哥罗冬青（Ilex socorroensis）、Sideroxylon socorrense，以及本地生长的野黑樱（Prunus serotina）、Ficus cotinifolia（榕属的一种）和索哥罗番石榴（Psidium socorrense）。与大多数鸠鸽科鸟类一样，索哥羅鳩是典型的陆上食果动物，这对於当地林木的繁殖有着重要的作用，其中包括已被IUCN列入渐危物种名单的特有种Sideroxylon socorrense。另外，其与榕属树木也有特别的联系。索哥羅鳩对大戟屬植物和蕨类植物组成的完整森林下层系统较为依赖，这可能是因为家猫在这些浓密缠结的植物中对索哥羅鳩捕获的成功率会降低。

## 野外灭绝

### 滅絕原因
索哥羅鳩在1957年至1958年在島上仍算普遍，全無滅跡跡象。及後由於家貓的引入、绵羊对森林下层系统的破坏、人為捕殺及大片棲息地被摧毀作放牧用途，導致數量急速減少。索哥羅鳩最後在野外見於1972年。

### 現存個體
現存個體多為美國和德國繁殖家擁有，可惜多為與哀鴿（Zenaida macroura）雜交的後代，純種的數量極少。

### 保護現狀
在2006年10月30日，英國倫敦動物園成功繁殖一隻索哥羅鳩，使索哥羅鳩未致滅絕。他们给这只索哥羅鳩取名Arnie，是以阿诺·施瓦辛格的昵称命名，如此命名是源自他曾说过的著名台词“我会回来的”（I'll be back），寓意索哥羅鳩还会在岛上重现。不过，这只索哥羅鳩实际上是雌鸟，但是最初被误认成雄鸟，所以给她取了这样一个名字。另外，索哥羅鳩的DNA已被採集，並完成DNA冰凍保存在英國所創的“冷凍方舟”計畫中。2006年初，人们开始准备将绵羊和家猫从島上迁出，同时准备执行再引回計畫。

## 外部連結
- （英文）IBC的索哥羅鳩视频 （页面存档备份，存于）